# Distretto di Tantara
Il distretto di Tantara è uno dei dodici distretti della  provincia di Castrovirreyna, in Perù. Si trova nella regione di Huancavelica.